# Vuelta al Táchira 1977
La 12ª edición de la Vuelta al Táchira se disputó desde el 09 hasta el 19 de enero de 1977.
Perteneció al calendario de la Federación Venezolana de Ciclismo. El recorrido contó con 10 etapas y 1185 km, transitando por los estados Barinas, Mérida y Táchira. 68 ciclistas de diferentes latitudes tanto escuadras nacionales como seis equipos foráneos.
El ganador fue el colombiano José Jiménez del equipo Selección de Colombia, quien fue escoltado en el podio por Nicolás Reidtler y Luis Murillo.
Las clasificaciones secundarias fueron; Luis Murillo ganó la clasificación por puntos, Rinat Sharafullin la montaña, el sprints para Lázaro Santos, y la clasificación por equipos la ganó Selección de Colombia.

## Equipos participantes
Participaron varios equipos conformados por entre 6 y 8 corredores, con equipos de Venezuela, Polonia, Unión Soviética, Cuba, Italia y Colombia.
| - Club Martell - Lotería del Táchira - Lotería del Táchira B - Selección de Táchira - Selección de Barinas - Selección de Trujillo - Canagua Club Vicente Chacón Pérez Mérida - Selección de Guárico - Fuerte Tiuna | - Selección de Colombia - Selección de Unión Soviética - Selección de Polonia - Selección de México - Selección de Italia |

## Etapas
| Etapa | Fecha       | Recorrido                       | Km  | Ganador           | Lider        |
| 1ª    | 9 de enero  | Circuito en San Cristóbal       | 100 | Luis Murillo      | Luis Murillo |
| 2ª    | 10 de enero | San Cristóbal - La Grita        | 107 | José Jiménez      | José Jiménez |
| 3ª    | 11 de enero | La Grita - Tovar                | 139 | Plinio Casas      | José Jiménez |
| 4ª    | 12 de enero | Tovar - Mérida                  | 89  | Fabio Navarro     | José Jiménez |
| 5ª    | 13 de enero | Circuito en Mérida              | 107 | Plinio Casas      | José Jiménez |
| 6ª    | 15 de enero | Caño Zancudo - Valera           | 148 | Luis Murillo      | José Jiménez |
| 7ª    | 16 de enero | Santa Ana de Trujillo - Guanare | 163 | Rinat Sharafullin | José Jiménez |
| 8ª A  | 16 de enero | CRI Guanare - Guanare           | 23  | Cirilo Correa     | José Jiménez |
| 8ª B  | 17 de enero | Guanare - Barinas               | 99  | Lázaro Santos     | José Jiménez |
| 9ª    | 18 de enero | Santa Bárbara - Rubio           | 170 | Luis Murillo      | José Jiménez |
| 10.ª  | 19 de enero | Rubio - San Cristóbal           | 122 | Ebel Branislaw    | José Jiménez |

## Clasificaciones

### Clasificación general
| Posición | Ciclista          | Equipo                       | Tiempo     |
|          | José Jiménez      | Selección de Colombia        | 32:55:05   |
| 2º       | Nicolás Reidtler  | Lotería del Táchira          | + 00:01:01 |
| 3º       | Luis Murillo      | Selección de Colombia        | + 00:01:29 |
| 4º       | Alessando Pozzi   | Selección de Italia          | + 00:02:27 |
| 5º       | Alfonso Dalpian   | Selección de Italia          | + 00:03:35 |
| 6º       | Rinat Sharafullin | Selección de Unión Soviética | + 00:08:10 |
| 7º       | Ramón Noriega     | Selección de Guárico         | + 00:09:30 |
| 8º       | Plinio Casas      | Selección de Colombia        | + 00:09:54 |
| 9º       | José Duaxt        | Lotería del Táchira          | + 00:11:18 |
| 10º      | Claudio Corti     | Selección de Italia          | + 00:15:03 |

### Clasificación por puntos
| Posición | Ciclista          | Equipo                       | Puntos |
|          | Luis Murillo      | Selección de Colombia        | 61     |
| 2°       | Rinat Sharafullin | Selección de Unión Soviética | 61     |
| 3°       | Plinio Casas      | Selección de Colombia        | 46     |

### Clasificación de la montaña
| Posición | Ciclista          | Equipo                       | Puntos |
|          | Rinat Sharafullin | Selección de Unión Soviética | 14     |
| 2°       | José Jiménez      | Selección de Colombia        | 12     |
| 3°       | Plinio Casas      | Selección de Colombia        | 8      |

### Clasificación de los sprints
| Posición | Ciclista         | Equipo                       | Puntos |
|          | Lázaro Santos    | Selección de Cuba            | 30     |
| 2°       | Ebel Branislaw   | Selección de Polonia         | 29     |
| 3°       | Ildar Gubaidulin | Selección de Unión Soviética | 11     |

### Clasificación sub-23
| Posición | Ciclista     | Equipo       | Tiempo |
|          | Bandera de ? | Bandera de ? |        |
| 2°       | Bandera de ? | Bandera de ? |        |
| 3°       | Bandera de ? | Bandera de ? |        |

### Clasificación por equipos
| Posición | Equipo                | Tiempo       |
|          | Selección de Colombia | Bandera de ? |
| 2°       | Selección de Italia   | Bandera de ? |
| 3°       | Lotería del Táchira   | Bandera de ? |